# ایووآر
شهر ایووآر (به فرانسوی: Yvoir) در شهرستان دینان (بلژیک) در استان نمور در منطقه فدرال والوون در کشور بلژیک واقع شده‌است.